# The Commish
The Commish foi uma série de televisão do canal americano ABC, exibida de setembro de 1991 a janeiro de 1996, dividida em cinco temporadas num total de 94 episódios.       
A série foi exibida em vários países europeus e alguns africanos em vários canais por assinatura.  

## Sinopse
A série estrelou Michael Chiklis como Tony Scali, um comissário de polícia do estado de Nova Iorque, que trabalhou com os problemas de humor e criatividade com mais freqüência do que com violência ou força. Rachel Scali, esposa de Tony, e seu filho David. Arnie Metzger, irmão de Rachel que vivia com a família na primeira temporada. Eles tem uma filha chamada Sarah que nasce na segunda temporada. O enredo da série focou-se tanto em situações familiares como no drama policial. A série frequentemente trazia tópicos de questões sociais como racismo, homofobia, drogas, deficiência, abuso de menores, imigrantes ilegais e assédio sexual.                       

## Elenco
- Michael Chiklis - Comissário Tony Scali
- Theresa Saldana - Rachel Scali
- Kaj-Erik Eriksen - David Scali
- John Cygan - Datetive Paulie Pentangeli
- Melinda McGraw - Detetive Cydavia "Cyd" Madison
- Geoffrey Nauffts - Stan Kelly
- Nicholas Lea - Enrico Caruso
- Gina Belafonte - Carmela Pagan
- David Paymer - Arnie Metzger

## Prémios
A atriz Theresa Saldana recebeu uma indicação ao Globo de Ouro de Melhor Atriz Coadjuvante em 1994. 